# 덕릉로

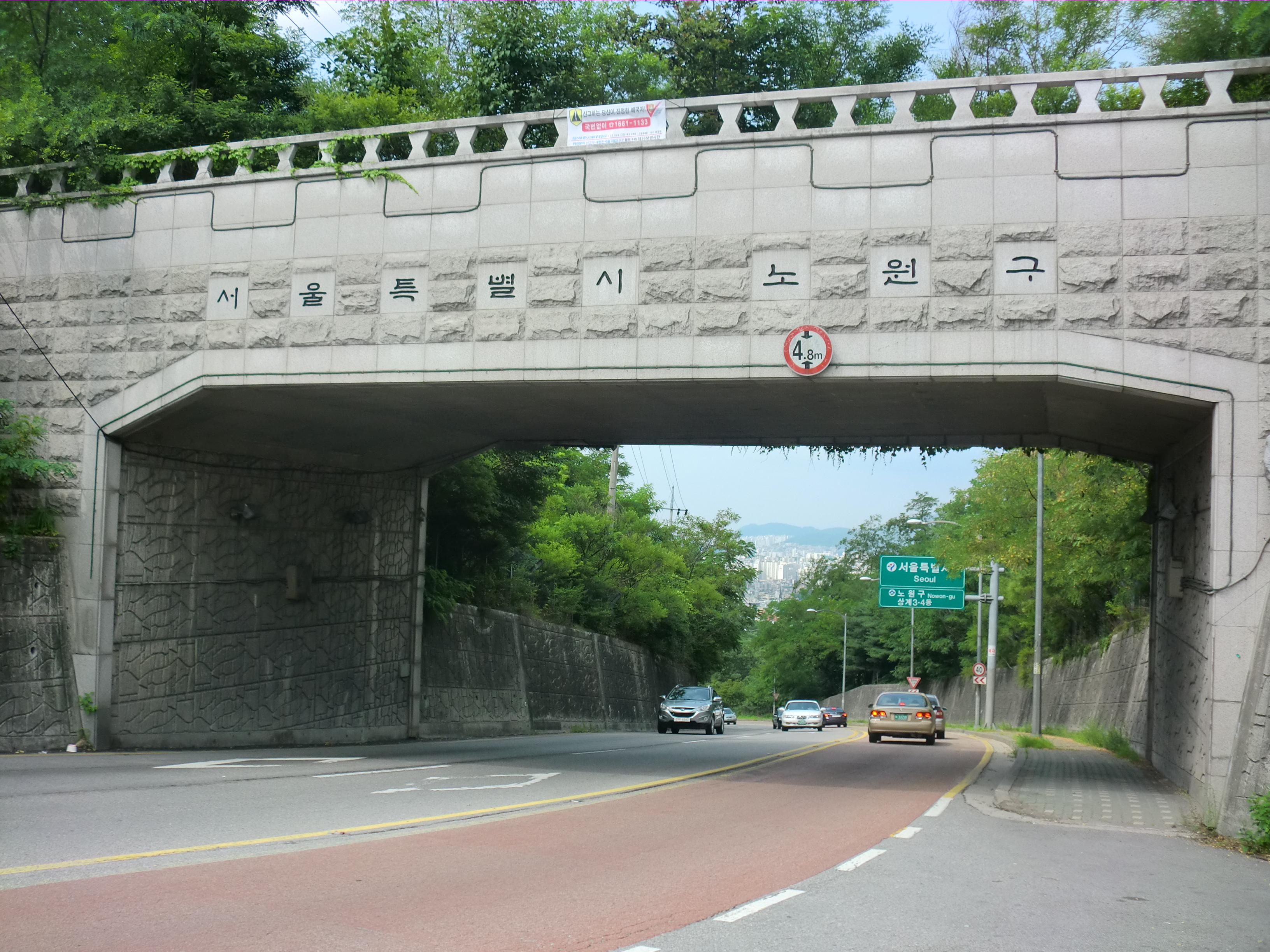
덕릉로에 설치된 서울특별시 노원구와 남양주시 경계

덕릉로(德陵路, Deongneung-ro)는 서울특별시 강북구 수유동 한신대 교차로와 경기도 남양주시 별내동 덕릉터널관리사무소를 잇는 도로이다. 도로 명칭은 인근에 덕흥대원군의 묘소인 덕흥대원군묘가 있어서인데, 이 능을 '덕릉'이라고 잘못 부른 데서 유래하였다.

## 연혁
- 2009년 7월 10일 : 2개 이상 시·도에 걸쳐 있는 도로로 덕릉로를 고시[1]

## 주요 경유지
서울특별시
- 강북구 - 도봉구 - 노원구

경기도
- 남양주시 별내동

## 노선
| 이름                        | 접속 노선              | 소재지             | 소재지   | 비고 |
| --------------------------- | ---------------------- | ------------------ | -------- | ---- |
| 한신대 교차로               | 인수봉로 화계사길      | 서울특별시         | 강북구   |      |
| 화계사입구 교차로           | 삼양로                 | 서울특별시         | 강북구   |      |
| (수유동)                    | 수유로                 | 서울특별시         | 강북구   |      |
| 수유사거리                  | 도봉로                 | 서울특별시         | 강북구   |      |
| 번동삼거리                  | 오패산로               | 서울특별시         | 강북구   |      |
| 번동사거리                  | 한천로 오현로31길      | 서울특별시         | 강북구   |      |
| 우이3교                     | 덕릉로51길 덕릉로52길  | 서울특별시         | 강북구   |      |
| 우이3교                     | 덕릉로51길 덕릉로52길  | 서울특별시         | 도봉구   |      |
| 우이3교 교차로              | 우이천로               | 서울특별시         |          |      |
| 도봉문화정보도서관삼거리    | 해등로                 | 서울특별시         |          |      |
| 녹천지하차도                | 노해로66길             | 서울특별시         |          |      |
| 녹천지하차도삼거리 (녹천역) |                        | 서울특별시         |          |      |
| 녹천역입구사거리            | 노해로70길 덕릉로66길  | 서울특별시         |          |      |
| 녹천교 사거리(녹천교 서단)  | 마들로                 | 서울특별시         |          |      |
| 녹천교                      |                        | 서울특별시         |          |      |
| 노원구                      |                        | 서울특별시         |          |      |
| 녹천교 교차로               | 동부간선도로           | 서울특별시         |          |      |
| 당현3교                     | 덕릉로70길 동일로211길 | 서울특별시         |          |      |
| 어린이교통공원 교차로       | 섬밭로                 | 서울특별시         |          |      |
| 중계역 교차로               | 동일로                 | 서울특별시         |          |      |
| 대진여고 교차로             | 공릉로                 | 서울특별시         |          |      |
| 노해근린공원 교차로         | 노원로                 | 서울특별시         |          |      |
| 청암고교 교차로             | 중계로                 | 서울특별시         |          |      |
| 원광초교 교차로             | 덕릉로76길             | 서울특별시         |          |      |
| 삿갓봉근린공원 교차로       | 한글비석로             | 서울특별시         |          |      |
| 당고개입구오거리            | 상계로 수락산로        | 서울특별시         |          |      |
| (상계4동)                   | 상계로 덕릉로126길     | 서울특별시         |          |      |
| 수락 교차로(수락 삼거리)    | 덕내로                 | 서울특별시         |          |      |
| 덕릉고개                    |                        | 서울특별시         |          |      |
| 남양주시                    | 별내동                 |                    |          |      |
| 남양주시                    | 별내동                 | 덕흥대원군묘       |          |      |
| 남양주시                    | 별내동                 | 덕릉터널관리사무소 | 순화궁로 | 종점 |

## 주요 건물 및 시설
- 늘푸른재가복지센터 (서울특별시 강북구 덕릉로 13)
- 강북여성인력개발센터 (서울특별시 강북구 덕릉로 108)
- 강북구선거관리위원회 (서울특별시 강북구 덕릉로 113)
- 국립현대미술관 창동레지던시 (서울특별시 도봉구 덕릉로 257)
- 도봉문화정보도서관 (서울특별시 도봉구 덕릉로 315)
- 창동종합사회복지관 (서울특별시 도봉구 덕릉로 329)
- 녹천역 (서울특별시 도봉구 덕릉로 376)
- 서울상천초등학교 (서울특별시 노원구 덕릉로 443)
- 노원구 견인차량보관소 (서울특별시 노원구 덕릉로 450)
- 상명초등학교 (서울특별시 노원구 덕릉로 541)
- 상명중학교, 상명고등학교 (서울특별시 노원구 덕릉로 553)
- 을지중학교 (서울특별시 노원구 덕릉로 580)
- 노원발달장애인평생교육센터 (서울특별시 노원구 덕릉로 744)
- 노원구청소년상담복지센터 (서울특별시 노원구 덕릉로 777)
- 상계3,4동주민센터 (서울특별시 노원구 덕릉로 859)
- 덕릉터널관리사무소 (경기도 남양주시 덕릉로 1140)